# Unione Sportiva Fiorenzuola 1922 1991-1992
Questa pagina raccoglie le informazioni riguardanti l'Unione Sportiva Fiorenzuola 1922 nelle competizioni ufficiali della stagione 1991-1992.

## Stagione
Nella stagione 1991-1992 il Fiorenzuola disputa il secondo campionato di Serie C2 della sua storia dopo quello precedente.
Di comune accordo la società ed il tecnico della stagione precedente Seghedoni decidono di interrompere il rapporto di collaborazione iniziato l'anno prima. A sostituirlo è Pierluigi Busatta, proveniente dal Ravenna con il quale nella stagione precedente ha concluso al quarto posto il girone B di Serie C2 davanti, tra le altre, al Fiorenzuola.

L'esultanza di Stefano Pompini dopo un gol segnato

In campionato il Fiorenzuola è inserito nel girone A, insieme alle altre squadre dell'Italia settentrionale e alle due squadre sarde, mentre in Coppa Italia Serie C viene inserito nel girone D del turno eliminatorio insieme a Suzzara, Mantova, Pergocrema e Carpi (unica squadra del girone militante in C1).
La prima partita ufficiale dell'anno è la prima giornata del girone di Coppa, contro il Mantova, e termina col risultato di 1-1 con rete di Stefano Pompini per i rossoneri. Nelle altre partite del girone i valdardesi totalizzano una vittoria (col Pergocrema), una sconfitta (col Carpi) ed un pareggio nella decisiva sfida con il Suzzara che permette ai mantovani di mantenere il primo posto relegando il Fiorenzuola al secondo, con conseguente eliminazione.
La prima stagionale di campionato viene giocata il 9 settembre e vede il Fiorenzuola sconfiggere in casa per 2-1 l'Olbia con reti di Pavanel e Rossi. Il Fiorenzuola parte bene in campionato conquistando cinque punti nelle prime tre giornate per poi accusare un leggero calo verso metà stagione con cinque punti in sei partite. Dopo questo periodo di difficoltà la squadra si riprende arrivando ad occupare la seconda posizione solitaria in classifica davanti al Varese dopo la vittoria per 2-0 in casa del Cuneo della ventiseiesima giornata.
Due giornate più tardi, il 5 aprile, si disputa lo scontro diretto tra il Ravenna, primo, e il Fiorenzuola, secondo distanziato di soli due punti, partita che termina sullo 0-0 mantenendo, di fatto, inalterata la situazione. Dopo questa partita il Fiorenzuola accusa, però, un cedimento e nelle successive dieci giornate ottiene sette punti, frutto di una vittoria, cinque pareggi e quattro sconfitte che relegano i rossoneri al quarto posto a pari punti con Mantova e Temnpio alle spalle delle promosse Ravenna e Leffe e del Varese.
A fine stagione il giocatore più presente è il capitano Silvano Mazzi con 37 partite disputate, mentre il capocannoniere è ancora Stefano Pompini con 13 reti segnate che lo pongono al secondo posto tra i cannonieri del girone alle spalle del solo Girelli dell'Aosta.

## Calciomercato

### Sessione estiva
I nuovi arrivi durante la sessione estiva di calciomercato sono Pavanel e Rossi che seguono l'allenatore Busatta dal Ravenna e il difensore Trapella dal Genoa.
Se ne vanno Fornasier che torna al Modena dopo la fine del prestito, Pedrazzini che si ritira dal calcio giocato, Colombari, Quaresmini e Sodero.
| Acquisti | Acquisti          | Acquisti | Acquisti |
| R.       | Nome              | da       | Modalità |
| -------- | ----------------- | -------- | -------- |
| D        | Cristian Trapella | Genoa    |          |
| C        | Massimo Pavanel   | Ravenna  |          |
| A        | Giovanni Rossi    | Ravenna  |          |

| Cessioni | Cessioni             | Cessioni       | Cessioni      |
| R.       | Nome                 | a              | Modalità      |
| -------- | -------------------- | -------------- | ------------- |
| C        | Stefano Colombari    | Crema          |               |
| C        | Ferdinando Fornasier | Modena         | fine prestito |
| C        | Massimo Pedrazzini   |                | fine carriera |
| C        | Armando Quaresmini   | Bra            |               |
| C        | Stefano Sodero       | Boca Granarolo |               |

### Sessione autunnale
Nella sessione autunnale arriva un altro giocatore dal Genoa, il centrocampista Sgrò, reduce dal prestito a Siena. Oltre a lui arriva anche Danesi dall'Ospitaletto, mentre viene ceduto il difensore Barbui al Legnano.
| Acquisti | Acquisti    | Acquisti    | Acquisti |
| R.       | Nome        | da          | Modalità |
| -------- | ----------- | ----------- | -------- |
| C        | Omar Danesi | Ospitaletto |          |
| C        | Marco Sgrò  | Genoa       |          |

| Cessioni | Cessioni       | Cessioni | Cessioni |
| R.       | Nome           | a        | Modalità |
| -------- | -------------- | -------- | -------- |
| D        | Daniele Barbui | Legnano  |          |

## Risultati

### Campionato

#### Girone di andata
| 8 settembre 1991 1ª giornata | Fiorenzuola | 2 – 1 | Olbia |  |

| 15 settembre 1991 2ª giornata | Lecco | 0 – 1 | Fiorenzuola |  |

| 22 settembre 1991 3ª giornata | Fiorenzuola | 0 – 0 | Centese |  |

| 29 settembre 1991 4ª giornata | Varese | 1 – 0 | Fiorenzuola |  |

| 6 ottobre 1991 5ª giornata | Fiorenzuola | 1 – 0 | Novara |  |

| 13 ottobre 1991 6ª giornata | Suzzara | 0 – 0 | Fiorenzuola |  |

| 20 ottobre 1991 7ª giornata | Fiorenzuola | 4 – 0 | Cuneo |  |

| 27 ottobre 1991 8ª giornata | Legnano | 0 – 0 | Fiorenzuola |  |

| 10 novembre 1991 9ª giornata | Ravenna | 5 – 4 | Fiorenzuola |  |

| 17 novembre 1991 10ª giornata | Fiorenzuola | 3 – 2 | Mantova |  |

| 24 novembre 1991 11ª giornata | Solbiatese | 0 – 0 | Fiorenzuola |  |

| 1º dicembre 1992 12ª giornata | Fiorenzuola | 0 – 0 | Pergocrema |  |

| 8 dicembre 1991 13ª giornata | Valdagno | 0 – 0 | Fiorenzuola |  |

| 15 dicembre 1991 14ª giornata | Fiorenzuola | 0 – 0 | Tempio |  |

| 22 dicembre 1991 15ª giornata | Virescit Bergamo | 1 – 2 | Fiorenzuola |  |

| 5 gennaio 1992 16ª giornata | Fiorenzuola | 0 – 0 | Aosta |  |

| 12 gennaio 1992 17ª giornata | Fiorenzuola | 1 – 1 | Ospitaletto |  |

| 19 gennaio 1992 18ª giornata | Trento | 1 – 0 | Fiorenzuola |  |

| 26 gennaio 1992 19ª giornata | Fiorenzuola | 0 – 0 | Leffe |  |

#### Girone di ritorno
| 9 febbraio 1992 20ª giornata | Olbia | 0 – 0 | Fiorenzuola |  |

| 16 febbraio 1992 21ª giornata | Fiorenzuola | 1 – 1 | Lecco |  |

| 23 febbraio 1992 22ª giornata | Centese | 1 – 3 | Fiorenzuola |  |

| 1º marzo 1992 23ª giornata | Fiorenzuola | 1 – 0 | Varese |  |

| 8 marzo 1992 24ª giornata | Novara | 1 – 0 | Fiorenzuola |  |

| 15 marzo 1992 25ª giornata | Fiorenzuola | 1 – 1 | Suzzara |  |

| 22 marzo 1992 26ª giornata | Cuneo | 0 – 2 | Fiorenzuola |  |

| 29 marzo 1992 27ª giornata | Fiorenzuola | 2 – 0 | Legnano |  |

| 5 aprile 1992 28ª giornata | Fiorenzuola | 0 – 0 | Ravenna |  |

| 12 aprile 1992 29ª giornata | Mantova | 1 – 1 | Fiorenzuola |  |

| 26 aprile 1992 30ª giornata | Fiorenzuola | 2 – 2 | Solbiatese |  |

| 3 maggio 1992 31ª giornata | Pergocrema | 0 – 0 | Fiorenzuola |  |

| 10 maggio 1992 32ª giornata | Fiorenzuola | 1 – 3 | Valdagno |  |

| 17 maggio 1992 33ª giornata | Tempio | 0 – 0 | Fiorenzuola |  |

| 24 maggio 1992 34ª giornata | Fiorenzuola | 0 – 0 | Virescit Bergamo |  |

| 31 maggio 1992 35ª giornata | Aosta | 1 – 0 | Fiorenzuola |  |

| 7 giugno 1992 36ª giornata | Ospitaletto | 3 – 2 | Fiorenzuola |  |

| 14 giugno 1992 37ª giornata | Fiorenzuola | 2 – 0 | Trento |  |

| 21 giugno 1992 38ª giornata | Leffe | 2 – 0 | Fiorenzuola |  |

## Statistiche

### Statistiche di squadra
| Competizione         | Punti | Totale | Totale | Totale | Totale | Totale | Totale | DR  |
| Competizione         | Punti | G      | V      | N      | P      | Gf     | Gs     | DR  |
| -------------------- | ----- | ------ | ------ | ------ | ------ | ------ | ------ | --- |
| Serie C2             | 41    | 38     | 11     | 19     | 8      | 36     | 28     | +8  |
| Coppa Italia Serie C |       | 4      | 1      | 2      | 1      | 5      | 3      | +2  |
| Totale               |       | 42     | 12     | 21     | 9      | 41     | 31     | +10 |

### Statistiche dei giocatori
| Giocatore     | Serie C2 | Serie C2 | Coppa Italia Serie C | Coppa Italia Serie C | Totale   | Totale |
| Giocatore     | Presenze | Reti     | Presenze             | Reti                 | Presenze | Reti   |
| ------------- | -------- | -------- | -------------------- | -------------------- | -------- | ------ |
| A. Albertazzi | 30       | 0        | ?                    | ?                    | 30+      | 0+     |
| D. Baldacci   | 34       | 1        | ?                    | ?                    | 34+      | 1+     |
| M. Burgazzi   | 7        | -6       | ?                    | ?                    | 7+       | -6+    |
| R. Crippa     | 36       | 4        | ?                    | ?                    | 36+      | 4+     |
| O. Danesi     | 6        | 0        | ?                    | ?                    | 6+       | 0+     |
| G. Lombardini | 34       | 0        | ?                    | ?                    | 34+      | 0+     |
| S. Mazzi      | 37       | 0        | ?                    | ?                    | 37+      | 0+     |
| C. Milani     | 27       | 0        | ?                    | ?                    | 27+      | 0+     |
| M. Pavanel    | 25       | 2        | ?                    | 1                    | 25+      | 3      |
| S. Pompini    | 31       | 13       | ?                    | 1                    | 31+      | 14     |
| M. Pozzi      | 35       | 3        | ?                    | ?                    | 35+      | 3+     |
| G. Rossi      | 31       | 2        | ?                    | ?                    | 31+      | 2+     |
| R. Santini    | 25       | 2        | ?                    | 1                    | 25+      | 3      |
| R. Serena     | 32       | -22      | ?                    | ?                    | 32+      | -22+   |
| M. Sgrò       | 35       | 4        | ?                    | ?                    | 35+      | 4+     |
| M. Spezia     | 19       | 3        | ?                    | 1                    | 19+      | 4      |
| C. Trapella   | 35       | 1        | ?                    | 1                    | 35+      | 2      |